# 忽都合别乞
忽都合別乞是13世紀初蒙古草原斡亦剌惕部首領。1207年成吉思汗命長子朮赤率軍出征森林百姓，忽都合別乞率部歸降，成吉思汗以其率先降伏，以女闍闍干下嫁忽都合別乞之子脫劣勒赤。忽都合別乞有二子二女，一子脫劣勒赤娶鐵木真之女闍闍干為妻，一子合歹娶朮赤女火雷為妻，一女海迷失為貴由第三皇后，一女斡兀立·禿忒迷為蒙哥第二皇后。

## 家族
- 子：脫劣勒赤
- 子：合歹
- 女：海迷失
- 女：斡兀立·禿忒迷
- 孫女：兀魯忽乃

## 注解
1. ↑  或作亦納勒赤
2. ↑   註: